# Caldas Novas Atlético Clube
Caldas Novas Atlético Clube é um clube brasileiro de futebol, com sede em Caldas Novas, cidade com a maior estancia Hidrotermal do mundo, situada no estado de Goiás. Fundado em 18 de abril de 1982.

## História
Fundado em 18 de abril de 1982, só teve inicio nas atividades profissionais a partir de 2007, onde o clube jogava nas cores vermelho, branco e azul. Em seu primeiro campeonato, jogou contra Pires do Rio, Morrinhos e União Inhumas. Num formato de dois grupos os quais dois classificavam de cada, o Caldas Novas ficou em 3º colocado no grupo B, sendo eliminado ainda na primeira fase. Três vitórias, um empate e duas derrotas aconteceram em seu primeiro ano como equipe profissional, ficando um ponto de classificar para a semifinal daquele ano.

### Dias de glória
Voltando com o projeto em 2012, chegou o então presidente Júlio Fortes, arrumando a equipe novamente, que iria disputar a terceira divisão do Goianão. Tendo rivais como Quirinópolis, Evangélica, Umuarama, América, Canedense, Monte Cristo e o rival Caldas Esporte. Estreou vencendo o América, em Morrinhos, no estádio João Vilela, com gol de Marllon. Em 14 partidas disputadas, o Galo do Cerrado fez a incrível campanha de 11 vitórias, um empate e apenas duas derrotas, fazendo 28 gols e sofrendo apenas 6. Dando assim o título de campeão da 3ª Divisão.
O Caldas Novas em 2014, voltou bem melhor. Após o primeiro ano chegar longe, caindo nas semifinais, o Galo do Cerrado chegou na sua segunda passagem na Divisão de Acesso como um dos favoritos. Estreando fora de casa, jogaram na vizinhança, e venceram por 2 à 0 o Novo Horizonte, com o primeiro gol da equipe marcada por William Kozlowski. Em um campeonato dividido em dois grupos, o Caldas Novas ficou no grupo B e só pegou pedreira, Itumbiara, América, Morrinhos e Novo Horizonte, passaram para o quadrangular em segundo lugar, com 4 vitórias, um empate e 3 derrotas. No quadrangular foram seis jogos, mais difíceis ainda que a primeira fase. O Galo do Cerrado chegou como 4º lugar e surpreendeu a todos. Com auxiliar técnico promovido a técnico. Caldas Novas jogou e ganhou de times grandes como Itumbiara, Rio Verde e Iporá, sendo o Rio Verde o último jogo, vencendo fora de casa pelo placar de 3 à 2 e consagrando assim, campeão inédito da Divisão de Acesso de 2014.

### O começo do fim
Em 2015, a história do Caldas Novas tinha tudo para ser linda jogando sua primeira vez na elite da divisão estadual, mas não aconteceu. Time bem montado, jogadores experientes, porém um problema financeiro fez com que o nosso Galo do Cerrado amargasse a lanterna da competição as 14 rodadas que disputou. Dez derrotas e quatro empates, fizeram com que o Caldas Novas não conseguisse vencer em sua primeira vez na elite, somando apenas 4 pontos. Assim, a equipe rebaixou antecipadamente e viu os jogadores saírem cobrando salários atrasados do então presidente Júlio Fortes.

## Títulos
| Estaduais | Estaduais                             | Estaduais | Estaduais  |
|           | Competição                            | Títulos   | Temporadas |
| --------- | ------------------------------------- | --------- | ---------- |
|           | Campeonato Goiano - Divisão de Acesso | 1         | 2014       |
|           | Campeonato Goiano da Terceira Divisão | 1         | 2012       |

## Estatísticas

### Participações
|  | Participações em 2024 |

| Competição | Competição        | Temporadas | Melhor campanha     | Estreia | Última | P | R |
| Goiás      | Campeonato Goiano | 1          | 10º colocado (2015) | 2015    | 2015   |   | 1 |
| Goiás      | 2ª Divisão        | 2          | Campeão (2014)      | 2013    | 2014   | 1 | – |
| Goiás      | 3ª Divisão        | 2          | Campeão (2012)      | 2007    | 2012   | 1 |   |